# 大航海時代II
『大航海時代II』（だいこうかいじだい・ツー）は、1993年2月10日に日本の光栄から発売されたPC-9801用歴史シミュレーションゲーム。
同社が提唱するリコエイションゲームである『大航海時代シリーズ』第2作目。本作では6人の主人公から1人を選択し、最終目的を達成して名声を得た上で国家の最高爵位を獲得する形式へと変更された。基本的なゲームシステムは前作『大航海時代』（1990年）を踏襲しているが、新たな国が追加された他、名声などの新システムが採用されている。
開発は光栄が行い、プロデューサーはシブサワ・コウ、音楽は前作に引き続き菅野よう子が担当している。
PC-9801版の発売後に様々な日本国産パソコン機種や家庭用ゲーム機などに移植されたが、スーパーファミコン版の時点でインターフェースやゲームシステムが大幅に改善され、以後そのシステムを基にメガドライブ、PlayStation、セガサターンにも若干仕様が変更されて移植された。スーパーファミコン版およびメガドライブ版は北米にて『New Horizons』のタイトルで発売され、さらにPC/AT互換機に移植された。また、『コーエー定番シリーズ』などの廉価版シリーズや、PC-9801版の復刻版である『コーエー25周年記念パック Vol.7』にも収録された。2007年には『Mobile大航海時代2』のタイトルで携帯電話ゲームとして配信された。スーパーファミコン版はバーチャルコンソール対応ソフトとして2009年にWii、2013年にWii Uにてそれぞれ配信された。
後に続編となるパソコン用ソフト『大航海時代III Costa del Sol』（1996年）が発売された他、本作のシステムを流用したPlayStation用ソフト『大航海時代外伝』（1997年）が発売された。

## ゲーム内容

### システム
基本的には前作のゲームシステムを踏襲しているが、ゲームスタート時にそれぞれ異なる最終目的を持つ6人の主人公から1人を選択するマルチシナリオ方式が採用されている。それに伴い従来から存在したポルトガル、イスパニア、オスマン・トルコの3カ国にイギリス、オランダ、それにイタリアの3カ国が追加されている。ストーリーの進行に伴い、他シナリオの登場人物が現れる演出がある。
自由度は高く、どのような方法で最終目的に近づくかはプレイヤーの自由に任されている。イスラム商人の例で言えば、資金を貯めるためには交易がオーソドックスな方法だが、海賊となって敵艦隊の財宝を奪っても目的を達成する結果は同じ。
数値の設定や、貿易の工夫などはそのまま受け継がれているが前作よりストーリーが強調され進行はRPGにかなり近くなっている。
「冒険名声」の追加に伴って「世界地図の完成」や「発見物の探索･報告」等という前作にはないシステムも追加されているがPS、SS版では人種差別に対する配慮からか発見物の一部が別の発見物に差し替えられている（主に、先住民に関するものだが、日本の場合なぜかなまはげが河童に差し替えられている）。また半角のひらがな、カタカナが廃止された為に文字数が多いアイテムや船名は少なく変更されている（ベネツィアン・ガレアス→ガレアスなど）。
ストーリーの展開上シナリオを進めないと日本や中国にある港が発見できないキャラクターが存在する（それ以外のキャラクターは普通に寄航できる）。ゲームの開始年は前作（1502年開始）の20年後、1522年となっている。

### 名声
前作は単に「名声値」であったが、本作では以下の3種類の名声値に分かれている。主人公によってイベントの発生に必要な名声値の種類は異なる。
冒険名声
ジョアン・ピエトロ・エルネストはこの名声を上げることでイベントが発生する。イベントにより上がる場合以外は、以下の方法で上がる。
- 地図工房と契約し、世界地図上にある未知（黒塗り）の部分を埋めて地図工房に報告する
- 港や集落を発見する
- 集落で珍しい物（遺跡・動物・自然現象など）を発見し、コレクターに報告する（勅命で国王・総督に報告した場合は冒険名声は上がらない）
- ギルドで借金取り立ての依頼をこなす（SFC版以降）

海賊名声
カタリーナ・オットーはこの名声を上げることでイベントが発生する。
- 海上で海賊船または他国船に交戦を挑み、勝利する
- ギルドで海賊退治または借金取り立ての依頼をこなす

交易名声
アルはこの名声を上げることでイベントが発生する。「同盟港を増やす」勅命の達成は困難な場合が多い。
- 他国の同盟港、もしくは中立港に投資して自国の同盟港とする。他国の同盟港を奪った場合その国の恨みを買うことになるので、各国への貢献度を考慮しつつ計画的に投資する必要がある
- ギルドで商品の輸送・購入の仕事をこなす

国籍を持つ主人公の場合は、上記3つの名声のうち最も高い名声が一定値以上になると国王や総督から勅命が与えられ、勅命の内容を達成した場合には爵位が与えられる。爵位は9段階あり、上級の爵位であるほど後述の値引き交渉の際に値引き率が大きくなる。また、銀行からより多く資金を借りることができ、国王（総督）から貰える援助額が増える（もしくは下賜される船のグレードが上がる）。それ以外にも免税証の交付に必要な金額が下がったりと色々な側面で有利である。

### 要素
交易
前作と同様、ある都市で買い付けた商品を別の都市へ輸送し、その都市で別の商品を仕入れて元の都市で売却しながら収益を上げて行くのが序盤の基本である。免税証を持っていれば自国の同盟港での交易には税金がかからない。主人公が会計または交渉技能を持っているか、会計技能を持っている航海士を主計長に任命していると商品購入の際に値引き交渉が可能になる。
爵位は高ければ高いほど値引きに有利であり、最高位の爵位を有している場合は実に5割引きに近い値引きを相手に強いる事ができる。
造船
破損した船の修理、中古船の売買、船首像や大砲の取り付け、船の新造を行う。投資を繰り返して商業・工業レベルが最大値になると掘り出し物の船首像（天使・女神）、大砲（キャロネード砲）の購入が可能となり、一部の町の造船所では特殊な船（鉄甲船・バーグ・フリゲート・シップ）の建造も可能となる。前作と一番異なるのは「港が所属する文化エリアによって建造できる船の種類が違う」という「文化エリア」システムの導入で、イスラム圏であればジーベックなど、中国圏であればジャンク、日本であれば安宅船、というようにそれぞれの文化圏で建造できる船が違う。扱う中古船もそれに準じたものになっている。
投資
港にある交易所や造船所に投資を行うと、月初めにその都市の商業・工業価値が上がり新しい商品が登場したりより大型の船が建造可能になったりする。また、自国への支持率が上がり、支持率が75%以上になるとその港は自国の同盟港となる。ただし、各国の首都（リスボン・セビリア・ロンドン・アムステルダム・ジェノヴァ・イスタンブール）には投資を行うことが出来ない。
海戦
海賊や他の艦隊を襲撃することが出来る。基本はヘクス形式の戦略シミュレーションだが、旗艦同士が隣接すると提督同士の一騎討ちで勝負を付けることが可能（敵旗艦に乗り込んでいる水夫と旗艦に乗っている水夫の人数格差に開きがある場合は不可）。勝利した側は敵船団の船・積荷・財宝を奪うことが出来る。海賊名声が一定値以上であり、かつ冒険・交易名声よりも高い場合、自国の国王・総督から「私掠許可書」の交付を受けられるようになり、これを持って敵国の艦隊を襲うと自国に対する貢献度が上昇する。また、自国の艦隊を襲うと貢献度が下がっていき、やがて爵位、続いて国籍までも剥奪されて国籍欄が海賊になる。
探索
航海中、沿岸で集落を発見する場合がある。集落に上陸して住民との友好度を上げ、周辺を探索すると財宝や遺跡・珍しい動物などを発見する場合がある。発見物をコレクターに報告すると冒険家の名声が上がる。
PC（PC-98・FM-TOWNS・Windows・Mac）版では、宿屋に泊まった際の起床時刻は午前8時で固定されているが、家庭用ハード（SFC・MD・SS・PS）版では1時間単位で指定が可能になっている。これにより、午前2時から1時間だけ営業する道具屋のスペシャルアイテム特売が利用しやすくなっている。

### その他
亡命
実はこのゲームでは他の国に亡命する事が可能である（カタリーナの場合国籍を得ることができる）。ただし元の国籍を保持していないとストーリーが進行しないキャラクターの場合は亡命中はストーリーが全く進行しなくなる。逆にピエトロのように国籍がストーリーとほぼ無関係なキャラはどの国に所属していても普通にイベントが進行する。
ボルドー投資
商人の船団が、「我々はボルドーへ投資へ向かう」として海上を行き来し続ける一種のバグ現象。こちらの船団が海戦をしかけない限り、ずっと同じ場所を往復し続ける。同じ場所を複数の船団が往復していることもある（稀にボルドー以外の街へ投資へ向かうという現象も発生するが、現象の性質としては同じものである）。
オットーのエンディング
PC-98版(初期型)で、オットーのエンディング画面が出ないバグがある。
聖騎士の鎧無敵技
PC版のみ。コンシューマー版より一騎討ちが簡素なものになっているが、聖騎士の鎧を装備しあるパターンで攻撃・防御すると一方的に相手の攻撃を完全に防げる。
暴風雨
公式ガイドブックなどでも指摘されているが、暴風雨などの事象は基本的に主人公の艦隊にしか起こらない。自艦隊が暴風雨を避けるために上陸している間も他の艦隊は全く何の影響も受けず航海を続けることができる。

## 登場人物

### 主人公
名前はスタート時に変更可能。
ジョアン・フェレロ（ポルトガル王国）
- 必要名声：冒険　目標：プレステ・ジョアンの国の発見

前作の主人公レオン・フェレロの長男。スタート時の年齢は18歳。父・レオンから東方に在ると伝えられるキリスト教国「プレステ・ジョアン」の国の探索を命じられる。最初から優秀な仲間がいたり、母親に援助してもらえるせいか初心者キャラクターとして紹介されているが、シナリオの展開上かなり困難な戦闘が発生したりするため実際の難易度は高めである。冒険家としてプレイしていて冒険向きの艦隊しか保有していなかった場合は確実に詰んでしまうぐらい難易度が高いイベントが途中で発生する。登場主人公では三番目（初期数値82）に剣技値が高い。
カタリーナ・エランツォ（イスパニア王国→無国籍）
- 必要名声：海賊　目標：兄と婚約者の仇討ち

イスパニア海軍中尉であったが、カリブで海賊船に襲われて帰らぬ人となった兄ミカエルと婚約者エルナンの仇を討つべく軍を脱走してイスパニア海軍の戦艦を乗っ取り、自らも海賊に。フェレロ家の旗が現場で目撃されたという情報を聞き、ジョアンを追う。モデルはカタリナ・デ・エラウソ。スタート時の年齢は18歳。各主人公の中で一番剣技の数値（初期数値92）が高いが装備品がないので、海戦での一騎打ちや、海戦そのものは金策をした後になる。また、ジョアン側でイベントを進行していると、若さゆえか剣技値が同じロッコに倒される（ロッコ曰く「猿轡をして縛って転がした」とのこと）。
オットー・スピノーラ（イギリス王国）
- 必要名声：海賊　目標：イスパニア無敵艦隊の壊滅

海軍司令官。国王・ヘンリー8世より私掠許可命令を受け、イスパニア商船を襲撃することに。しかし、監督官・ギルバート卿からは1隻の小船と僅かな物資しか支給されなかった。国家の後ろ盾があり最初のイベントで強力な船が手に入るのでカタリーナより難易度は低め。スタート時の年齢は25歳。公式ガイドブックでも「とても25歳には見えない」などと書かれるほどの老け顔がネタにされている。主人公の中では剣技の数値が二番目（初期数値86）に高く、ゲーム開始とともに装備品をもらえる(ただし装備品の質はよくない)。
ピエトロ・コンティー（イタリア）
- 必要名声：冒険　目標：黄金郷の発見

ジェノヴァの商人。スタート時の年齢は33歳。父の死で莫大な借金を背負い、危機に陥っていたところでポルトガルのフェレロ公爵夫人より依頼を受けてトレジャーハンティングを始める。そして旅先で耳にした伝説の黄金郷「エル・ドラード」を探す旅に出る。戦闘イベントが無く、他の主人公との絡みも多く楽しめる為、初心者にお勧めの主人公。外伝では重要人物の一人。
エルネスト・ロペス（オランダ）
- 必要名声：冒険　目標：完全な世界地図の作成

地理学者。大学での退屈な日々に飽き飽きしていたところ、同業のメルカトールに完全な世界地図作成のための現地調査を依頼され、航海に出る。イベントが最も少なく、自分のシナリオで他の主人公と関わるシーンがない唯一の主人公でもある。他の主人公のシナリオにおいてもピエトロ編でしか出会うことが無い。ジョアン編においても、名前が出てくるのみである。コンシューマ版のガイドブックによればピエトロと面識があるが、ピエトロシナリオでは互いに初対面という扱いだった。初心者におすすめの主人公。またマニュアル記載の主人公別目標が、ゲーム中に達成できる唯一のキャラクターだが、達成してもメルカトールに褒めてもらえるだけで、そのままゲームは続く。スタート時の年齢は23歳。
アル・ヴェザス（オスマン帝国）
- 必要名声：交易　目標：世界中の港を同盟港にする

イスタンブールの商人見習い。スタート時の年齢は19歳。世界一の大富豪を目指し、友人や知り合いから投資を募って交易を始める。商売が軌道に乗り始めた頃、スレイマン大帝よりある勅命を受ける。最初は借金まみれの状態からスタートするため初期の難易度はかなり高め。しかし交渉を習得しているため一度借金を完済してしまえばお金を稼ぐこと自体は比較的楽。理論上は全ての技能を獲得できる唯一の主人公（習得不可能な技能はすでに覚えているため）だが戦闘向きではないため、砲撃の習得は困難を極める。

### 副官・固定キャラクター
ロッコ・アレムケル（前作に引き続き登場）
ジョアンの副官。65歳。かつてジョアンの父レオンとともにフェレロ家再興の旅に出た老航海士で、レオンやクリスからの信頼が厚い。齢60を越えているが未だ現役である。
「豪傑ロッコ」の異名を取り、登場航海士の中では高めの剣技数値92を誇る。航海レベル・戦闘レベルともに高く船長としても戦闘要員としても超一流。外伝では名字がアルムケルとなっている。
エンリコ・マリョーニ
24歳。リスボンに滞在していたフランシスコ会の神父で、教会で会計の仕事をしていたため「会計」の心得を持つ。東方の国ジパングにキリストの教えを伝えるためジョアンの航海に同行する。
「会計」の特技を持つため主計長向け。ジョアンが航海を始めると貿易に関するレクチャーをしてくれる。
ドミンゴ・マニャーナ
ジョアンの船に紛れ込んだ密航者。17歳。「日曜日」と「明日」を意味するスペイン語を組み合わせた偽名であり、正体はポルトガルの太子アルベルト。見聞を広める為強引に乗り込んだが、それが事件の種となる。
フランコ・サヌード
カタリーナの副官。20歳。イスパニア海軍での同僚であったが、カタリーナに協力する形で海賊となる。イベントで執拗にジョアンを追うが、ギージともどもロッコにのされてしまう。
アンドレア・ギージ
カタリーナの副官その2。26歳。元イスパニア海軍。カタリーナの恋人エルナン・オブレゴンの同期で個人的な恩義を感じていた。カタリーナが無敵艦隊から逃げる手引きをした後そのまま艦隊に加わる。強面の割にはサヌードともどもロッコに敗れる。初期レベルが高い(=Lvアップしにくい)ので船を預けると低航海力ゆえ艦隊が鈍足になる。
マシュー・ロイ
オットーの副官。27歳。監察官ギルバートが呼んだ荒くれ者。いさかいを起こしたもののオットーの人柄に惹かれ仲間に。ひどい酒乱で、酔った勢いでイスパニアの最新鋭戦艦を強奪するほど。
カミーロ・ステファーノ
ピエトロの友人かつ副官。31歳。借金で首の回らないピエトロに、儲け話を持ってジェノヴァに戻ってきた。公式ガイドブックにて「ピエトロよりもイケメンかも」と書かれるくらい、登場人物の中では比較的美男な顔をしている。
会計の技能を持つため副長・主計長どちらもこなす。
ロイド・スタッテン
エルネストの副官。37歳。友人のメルカトールから紹介されたベテランの船乗り。ジパングに行く夢を持っているらしい。戦闘能力はかなり低い。
ジャハーン・サリム
アルの友人かつ副官。19歳。漂着した父親の船をアルに譲り、ともに航海に出た。
元オスマン海軍所属なだけあり戦闘レベルがそこそこあり砲撃の技能を持つが、アルの職業上その技能は使う機会がなく、もっぱら船長として活用することが多い。直感が低いため副長に向かない。

### その他キャラクター
※特にストーリー中のイベントに関わってくる人物のみを記述する。
レオン・フェレロ
前作の主人公で現在はポルトガル公爵。本作での役職はポルトガル宰相兼海軍大臣。提督としての修行の意味も含めて息子ジョアンに航海を命じた。門閥派のマルティネスと争っている。
クリス夫人
ポルトガル公爵夫人。レオンの妻にしてジョアンの母。元ポルトガル王女で、前作のヒロイン。修行のためといってジョアンを旅立たせたが何かと心配しており、執事マルコを通じて密かに小遣いを渡していたり、ピエトロに依頼して息子の安否を知らせてもらったりしている。
マルコ
フェレロ家の執事。前作でレオンと共に航海した航海士。ジョアン以外の主人公でプレイすると、気前のよいコレクターとして、彼に珍しいものの報告をすることができる。
カルロータ
リスボンにある酒場「紅鯨亭」の女将で、レオンの代は看板娘だった。船乗り相手に物怖じしない女丈夫。娘に当代の看板娘ルチアがいる。ゲーム内で酒場の「女将」は彼女しかいない。
ルチア
「紅鯨亭」の看板娘で、歌姫と呼ばれる。ジョアンに憧れているためか、航海に同行しようとする無謀な性格。マルティネスの陰謀に巻き込まれて誘拐される。
マルティネス侯爵
ポルトガルの門閥貴族を代表する人物。叩き上げのフェレロ一族が気に食わず、貶めようと策を巡らせる。
物語後半で暗躍が表ざたになる悪の組織秘密結社プレステア（神聖プレステ王国）のリーダーでもある。本人は海賊艦隊を率いるが、戦闘には参加しない。
プレット・ペロー
マルティネス侯爵の息のかかった海賊。カタリーナ達を騙してルチアを誘拐させようとする。
アントニオ・カーン
マルティネス侯爵の手先で、ドミンゴ（アルベルト王太子）を暗殺しようとした海賊。ストーリーを進めると、ジョアンか、ロッコに倒される。
ルドルフ
「死神」の異名を持つ海賊。監禁場所から逃げ出したルチアを殺そうとした。
ロベルトゥス・エゼキエル
イスパニア海軍の総司令官で歴戦の軍人。カタリーナ達の元上司。イベントに関わるNPCとしてはトップクラスの戦闘レベルを誇る。実際にNPCとして登場するのはオットー編のみ。ただし『III』では名前がカルロスとなっている。
監督官エドモンド・ギルバート
イギリス海軍の監督官。無名ながら国王に目を掛けられているオットーが気にいらず、何度も嫌がらせをしてくる。爵位は男爵でイベント中にオットーを罵るシーンがあるがオットーの爵位が子爵以上になっていると「そのようなことを言われる筋合いはない」とやり返されてしまう。外伝では名がエドモンドとなっている。
ファブリス・フェレロ
レオンの父で20年前海難事故で死んだとされていた。ピエトロが彼と意外な場所で出会うこととなる。
ゲルハルド・メルカトール
アムステルダムの地理学者でエルネストの友人。病気がちの彼の代わりにエルネストは測量の旅に出ることに。地図帳で儲けるなどしたたか者である。実在するメルカトルとの関連は不明だが、設定資料には「後にメルカトル式投影図法を考案する」と記載されている。エルネスト以外の主人公でも能力値の条件を満たせば彼と契約できる。ファーストネームはゲーム中に出てこないが、PC-98版付属の設定資料に記載されている。
パウラ・エウストキア
エルネストに同行を願い出てきたみなしごの少女。養父が貿易商だったため語学は堪能。実は明の出身。ファミリーネームはゲーム中に出てこないが、PC-98版付属の設定資料に記載されている。
サファ・ヴェザス
アルの生き別れの妹。現在はバスラの酒場で働いている。自分に兄がいたとは思っていない。後に孤児のルステムを預かる。
ラディア
イスタンブールの酒場娘。金持ち好きと思われていたが、実際は才能のある男性が好みだった。アル編ではアルの彼女になるが、他の主人公でプレイしている場合でも普通に酒場女として登場する。アル編のエンディングでアルからプロポーズされる。
ラディーノ
シャイロック銀行イスタンブール支店の銀行員。アルに融資してくれる。後半近くなるとヴェネチア本店に栄転することに。このリストに登場するキャラクーで唯一顔グラフィックが存在しない。
シャイロック頭取
ヴェネチアに本店を構え世界中に展開している銀行の頭取。『ヴェニスの商人』に出てくるユダヤ人の金貸しと同名。ギルドの借金取り立てでは借金を返そうとしていない人を指名する。アルでプレイした場合、特にイベントにからんでくる。
モルデス教授
ボルドー在住のコレクター。発見物の報告で得られる冒険名声はともかく、金額はコレクターによってかなり異なるが、彼とフェレロ家は安いコレクターの倍近い報酬を出してくれる。ハンドブックによればエルネストとは何度か学会で顔を合わせた関係だが、エルネストで契約してもそちら関係のイベントは発生しない。
ハイレディン・レイス
バルバロス・ハイレッディンをモデルに持つ、バーバリ海賊の大物。NPC中特に剣技の能力値が高い。彼と弟のアイディンは洋上で交渉を行うと襲撃してくることがあるがその際降服すると5000枚を超える分の金貨及び全ての交易品を奪われる。ただし、所持金貨が5000枚以下の場合は金貨は奪われず、1000枚未満の場合逆に1000枚を恵んでくれる（交易品は奪われる）。本編ではNPCの海賊としてのみ登場するが、外伝ではイベントにかかわってくる。サルヴァドルという息子がいる。
ピリー・レイス
ピーリー・レイースをモデルに持つ、オスマン国籍の航海士。イスラム最大の冒険家。NPC中最大の航海レベルと戦闘レベル、全ての技能を持つ航海士で、仲間にすることは困難を極める。
アルベロ・スキラッチ
アンソニー・ジェンソンやラウル・フィッチと並び、多くの初心者がゲーム初期に仲間に誘う航海士。とある理由から悪名高い。

## 移植版
| No. | タイトル                                | 発売日                        | 対応機種                              | 開発元         | 発売元         | メディア                              | 型式               | 備考                       | Ref.                    |
| --- | --------------------------------------- | ----------------------------- | ------------------------------------- | -------------- | -------------- | ------------------------------------- | ------------------ | -------------------------- | ----------------------- |
| 1   | 大航海時代II                            | 1993年4月1日                  | FM TOWNS                              | 光栄           | 光栄           | フロッピーディスク                    | KN10401030         |                            |                         |
| 2   | 大航海時代II                            | 1993年4月30日                 | X68000                                | 光栄           | 光栄           | 5インチフロッピーディスク             | KN10401040         |                            |                         |
| 3   | 大航海時代II New Horizons               | 1994年2月25日 1994年          | スーパーファミコン                    | 光栄           | 光栄           | 16メガビットロムカセット              | SHVC-QL SNS-QL-USA |                            |                         |
| 4   | 大航海時代II New Horizons               | 1994年6月24日 1994年11月      | メガドライブ                          | 光栄           | 光栄           | 16メガビットロムカセット              | T-76163 T-76126    |                            |                         |
| 5   | New Horizons                            | 1995年                        | PC/AT互換機                           | 光栄           | 光栄           | フロッピーディスク                    | -                  |                            |                         |
| 6   | 大航海時代II                            | 1996年12月27日                | PlayStation                           | 光栄           | 光栄           | CD-ROM                                | SLPS-00656         |                            |                         |
| 7   | 大航海時代II                            | 1997年3月28日                 | セガサターン                          | 光栄           | 光栄           | CD-ROM                                | T-7628G            |                            |                         |
| 8   | 大航海時代II プレミアムパック           | 1997年11月20日                | セガサターン                          | 光栄           | 光栄           | CD-ROM                                | T-7649G            | ガイドブック同梱版         |                         |
| 9   | コーエー定番シリーズ 大航海時代II       | 2000年12月16日                | PlayStation                           | コーエー       | コーエー       | CD-ROM                                | SLPM-86745         | 廉価版                     |                         |
| 10  | コーエー定番シリーズ 大航海時代II       | 2002年2月8日                  | Windows 95 - Me                       | コーエー       | コーエー       | CD-ROM                                | KN10-40107         |                            |                         |
| 11  | コーエー25周年パックVol.7               | 2004年2月20日                 | Windows 98 - XP                       | コーエー       | コーエー       | CD-ROM                                | -                  | PC-9801版の移植            | [ 5 ] [ 6 ] [ 7 ] [ 8 ] |
| 12  | Mobile大航海時代2                       | 2007年6月4日                  | FOMA903i/703iシリーズ以降 （iアプリ） | コーエー       | コーエー       | ダウンロード                          | -                  |                            | [ 9 ]                   |
| 13  | Mobile大航海時代2                       | 2007年7月18日                 | Yahoo!ケータイ （S!アプリ）           | コーエー       | コーエー       | ダウンロード                          | -                  |                            | [ 10 ]                  |
| 14  | Mobile大航海時代2                       | 2007年10月25日                | BREW対応端末 （EZアプリ）             | コーエー       | コーエー       | ダウンロード                          | -                  |                            | [ 11 ] [ 12 ]           |
| 15  | 大航海時代II New Horizons               | 2009年3月17日 2009年4月6日    | Wii                                   | コーエー       | コーエー       | ダウンロード （バーチャルコンソール） | -                  | スーパーファミコン版の移植 | [ 13 ]                  |
| 16  | 大航海時代II New Horizons               | 2013年10月30日 2013年11月14日 | Wii U                                 | コーエーテクモ | コーエーテクモ | ダウンロード （バーチャルコンソール） | -                  | スーパーファミコン版の移植 | [ 14 ]                  |
| 17  | シブサワ・コウ アーカイブスパック Vol.9 | INT 2017年10月18日            | Windows 7/8.1/10                      | コーエーテクモ | コーエーテクモ | ダウンロード (Steam)                  | -                  |                            | [ 15 ] [ 16 ]           |
| 18  | スーパーファミコン Nintendo Classics    | 2025年3月28日                 | Nintendo Switch                       | 任天堂         | 任天堂         | ダウンロード                          | -                  | スーパーファミコン版の移植 | [ 17 ] [ 18 ]           |

## 音楽

### サウンドトラック
- 大航海時代II KECH-1036

ゲームのサウンドトラックは1993年にCDで発売されている。作曲・編曲は菅野よう子が担当した。曲名は以下のとおり。
1. WIND AHEAD　～ウインド・アヘッド～
ゲームのオープニング曲。
2. CAPRICE FOR LUTE　～リュートの為の奇想曲～
ジョアンのテーマ曲。
3. CATALINA　～カタリーナのテーマ～
カタリーナのテーマ曲。
4. THE MAHOUT　～インドの象使い～
インド方面の港のテーマ曲。「マハウト」とはインドの象使いのことである。
5. MOSLEM DANCE　～イスラムの踊り～
中近東地方の港のテーマ曲。
6. EMPTY EYES　～エメラルドの海～
アフリカ・中南米の港のテーマ曲。
7. LAND OF LUXURY　～黄金の地～
日本および東アジアの港のテーマ曲。
8. MAST IN THE MIST　～霧の港～
ヨーロッパの港のテーマ曲。
9. THE CHASE　～チェイス～
戦闘のテーマ曲。
10. INTERLUDE　～間奏曲：王宮のテーマ～
王宮のテーマ曲。
11. FIDDLER’S GREEN　～船乗りたちの酒場～
船乗りたちが集う酒場のテーマ曲。
12. CLOSE TO HOME　～クロース・トゥ・ホーム～
エンディングテーマ。

- 光栄オリジナルBGM集Vol.10 信長の野望・覇王伝/大航海時代II KECH-1053（※スーパーファミコン音源をそのまま使用）
- 大航海時代II スペシャルエディション KECH-1061

## 評価
スーパーファミコン版
ゲーム誌『ファミコン通信』の「クロスレビュー」では、7・6・8・7の合計28点（満40点）、『ファミリーコンピュータMagazine』の読者投票による「ゲーム通信簿」での評価は以下の通り、22.1点（満30点）となっている。
| 項目 | キャラクタ | 音楽 | お買得度 | 操作性 | 熱中度 | オリジナリティ | 総合 |
| 得点 | 3.8        | 3.7  | 3.3      | 3.6    | 4.0    | 3.7            | 22.1 |
メガドライブ版
ゲーム誌『ファミコン通信』の「クロスレビュー」では、6・7・7・6の合計26点（満40点）、『メガドライブFAN』の読者投票による「ゲーム通信簿」での評価は以下の通り、20.6点（満30点）となっている。
| 項目 | キャラクタ | 音楽 | お買得度 | 操作性 | 熱中度 | オリジナリティ | 総合 |
| 得点 | 3.6        | 3.3  | 2.9      | 3.2    | 3.9    | 3.7            | 20.6 |
セガサターン版
ゲーム誌『ファミ通』の「クロスレビュー」では合計27点（満40点）、『SATURN FAN』の読者投票による「ゲーム通信簿」での評価は以下の通り、20.7点（満30点）となっている。
| 項目 | キャラクタ | 音楽 | お買得度 | 操作性 | 熱中度 | オリジナリティ | 総合 |
| 得点 | 3.2        | 3.7  | 3.3      | 3.1    | 3.9    | 3.4            | 20.7 |